# Jan Grudziński

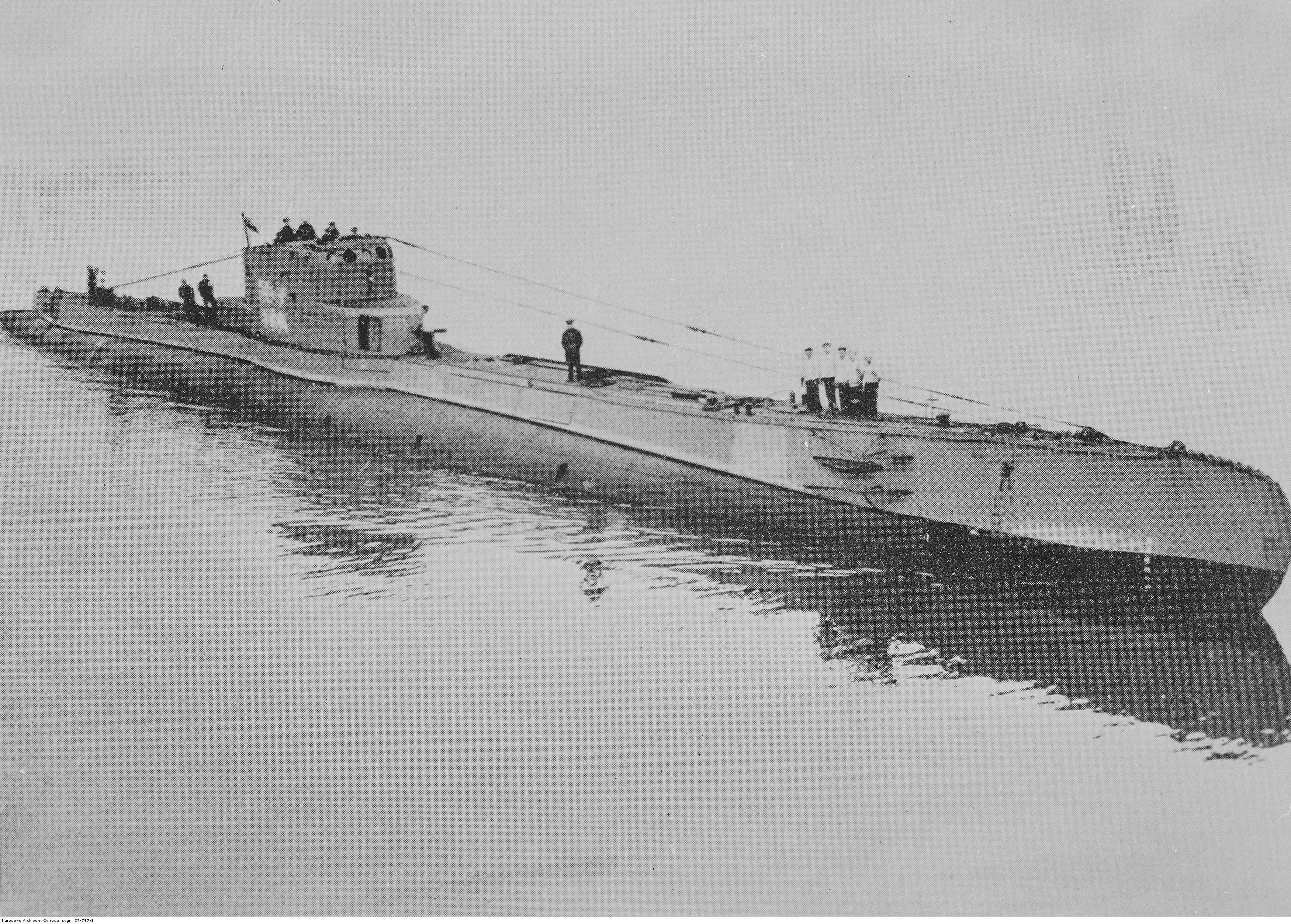
Tàu ngầm ORP Orzeł

Jan Grudziński (sinh ngày 3 tháng 12 năm 1907 - mất vào khoảng tháng 5/tháng 6 năm 1940) là một chỉ huy tàu ngầm của Hải quân Ba Lan trong Chiến tranh thế giới thứ hai.

## Tiểu sử
Jan Grudziński sinh tại Kiev. Ông là con của Stanisław và Regina Radecka. Sau khi Ba Lan giành lại độc lập, vào cuối năm 1918, ông định cư với cha mẹ ở Lwów và gia nhập trường thiếu sinh quân vào năm 1921. Sau khi tốt nghiệp, Jan Grudziński vào Học viện Hải quân Ba Lan và trở thành trung úy (podporucznik) vào năm 1928. Năm 1931, ông giữ chức vụ giám đốc điều hành trên tàu phóng lôi ORP Kujawiak. Jan Grudziński hoàn thành khóa huấn luyện vũ khí dưới nước (1933–1934) và khoá điều hướng tàu ngầm vào năm 1937. Ông là sĩ quan điều hành trên tàu ngầm ORP Sęp vào năm 1938. Không lâu trước khi Chiến tranh thế giới thứ hai nổ ra, ông được luân chuyển sang tàu ngầm ORP Orzeł.
Trong thời gian Ba Lan bị Đức Quốc Xã chiếm đóng, Jan Grudziński nắm quyền chỉ huy con tàu ORP Orzeł trong thời gian con tàu này đang tuần tra trên biển Baltic do sĩ quan chỉ huy Henryk Kłoczkowski bị ốm. Ngày 4 tháng 9 năm 1939, con tàu Orzeł cập bến Tallinn để đưa Henryk Kłoczkowski vào bệnh viện chữa trị. Ngay ngày hôm sau, dưới sự thúc ép của người Đức, các nhà chức trách Estonia đã lên tàu, bắt giữ toàn bộ thủy thủ đoàn, tịch thu tất cả các thiết bị định vị và bản đồ, cũng như tháo dỡ toàn bộ vũ khí. Ngày 17 tháng 9, con tàu Orzeł may mắn trốn thoát và Jan Grudziński quyết định tiếp tục tuần tra trên biển Baltic. Sau khi cạn kiệt khả năng chiến đấu, ông quyết định gia nhập Vương quốc Anh vào ngày 14 tháng 10.
Ngày 21 tháng 10, Grudziński chính thức được bổ nhiệm làm chỉ huy của tàu ORP Orzeł. Sau khi được sửa chữa, chiếc tàu ngầm này đã thực hiện các chuyến hành trình đến Bắc Hải vào cuối năm 1939. Trong các cuộc tuần tra này, con tàu Orzeł đã thành công đánh chìm tàu Rio de Janeiro của quân đội Đức.
Orzeł khởi hành chuyến tuần tra thứ bảy đến vùng biển Bắc Trung Hải vào ngày 23 tháng 05. Kể từ khi rời bến, không một tín hiệu radio nào từ con tàu được ghi nhận. Orzeł có thể đã trúng mìn. Jan Grudziński đã bỏ mạng trên tàu cùng với toàn bộ thủy thủ đoàn.

## Giải thưởng và danh hiệu
Huân chương quân sự Virtuti Militari, Thập tự bạc

 Huân chương quân sự Virtuti Militari, Thập tự vàng

 Thập tự Dũng cảm

 Huy chương Hải quân (Huy chương Morski)

 Huân chương chiến công